# Kabinett Andrew Johnson
Andrew Johnson übte erst seit einem Monat das Amt des Vizepräsidenten der Vereinigten Staaten aus, als er nach der Ermordung von Präsident Abraham Lincoln am 15. April 1865 dessen Platz einnehmen musste. Ursprünglich Demokrat, war er bei der Präsidentschaftswahl als Kandidat der National Union Party an der Seite des Republikaners Lincoln angetreten.
Von den Ministern, die zunächst im Kabinett verblieben, trat lediglich John Palmer Usher, Leiter des Innenressorts, einen Monat nach Johnsons Amtsübernahme auf eigenen Wunsch zurück. Außenminister William H. Seward, Finanzminister Hugh McCulloch und Marineminister Gideon Welles gehörten bis 1869 der Regierung an.
Während seiner Amtszeit, die von der beginnenden Reconstruction in den Südstaaten bestimmt wurde, brach Johnson mit den Republikanern; ein Amtsenthebungsverfahren verfehlte nur knapp die notwendige Mehrheit. Da ihn auch die Demokraten 1868 nicht erneut aufstellen wollten, war eine Wiederwahl ein aussichtsloses Unterfangen.
Im Kongress wurde seine moderate Reconstruction-Politik nur von den sich in der Minderheit befindlichen Demokraten unterstützt. Die Republikaner hatten meist eine 2/3 Mehrheit, weshalb sie Johnsons Vorhaben blockierten.

## Mehrheit im Kongress
| Präsident                         | Präsident             | Kongress | Haus | Haus   | Senat | Senat | Gesamt | Gesamt             |
| --------------------------------- | --------------------- | -------- | ---- | ------ | ----- | ----- | ------ | ------------------ |
|                                   | Andrew Johnson (NU/D) | 39.      |      | 38/193 |       | 11/54 |        | Divided government |
| 40.                               | Andrew Johnson (NU/D) | 47/224   | 9/66 |        |       |       |        | Divided government |
| Quelle: Repräsentantenhaus, Senat |                       |          |      |        |       |       |        |                    |

## Das Kabinett
| Ressort / Amt                          | Amtsinhaber                | Partei | Partei                      | Zeitraum  | Bild |
| -------------------------------------- | -------------------------- | ------ | --------------------------- | --------- | ---- |
| Präsident der Vereinigten Staaten      | Andrew Johnson             |        | Demokrat (D) für NU gewählt | 1865–1869 |      |
| Vizepräsident der Vereinigten Staaten  | vakant                     |        |                             | 1865–1869 |      |
| Ministerämter                          |                            |        |                             |           |      |
| Außenminister der Vereinigten Staaten  | William Henry Seward       |        | Republikaner (R)            | 1865–1869 |      |
| Finanzminister der Vereinigten Staaten | Hugh McCulloch             |        | R                           | 1865–1869 |      |
| Kriegsminister der Vereinigten Staaten | Edwin M. Stanton           |        | R                           | 1865–1868 |      |
| Kriegsminister der Vereinigten Staaten | John McAllister Schofield  |        | R                           | 1868–1869 |      |
| Marineminister der Vereinigten Staaten | Gideon Welles              |        | R                           | 1865–1869 |      |
| Justizminister der Vereinigten Staaten | James Speed                |        | R                           | 1865–1866 |      |
| Justizminister der Vereinigten Staaten | Henry Stanbery             |        | R                           | 1866–1868 |      |
| Justizminister der Vereinigten Staaten | William Maxwell Evarts     |        | R                           | 1868–1869 |      |
| Postminister der Vereinigten Staaten   | William Dennison           |        | R                           | 1864–1866 |      |
| Postminister der Vereinigten Staaten   | Alexander Williams Randall |        | R                           | 1866–1869 |      |
| Innenminister der Vereinigten Staaten  | John Palmer Usher          |        | R                           | 1865      |      |
| Innenminister der Vereinigten Staaten  | James Harlan               |        | R                           | 1865–1866 |      |
| Innenminister der Vereinigten Staaten  | Orville Hickman Browning   |        | R                           | 1866–1869 |      |